# Architectonics VII
Architectonics VII (Arhitektoonika VII) is een compositie van Erkki-Sven Tüür. Het is het laatste werk in een serie van zeven soortgelijke werken, geschreven voor diverse ensembles in diverse samenstellingen.
Architectonics VII is geschreven in opdracht van het Festival Musica in Straatsburg. De samenstelling van het ensemble is dwarsfluit, cello en klavecimbel. Het werk laat tegenstellingen horen tussen tonaliteit in c mineur en de twaalftoonsmuziek. De première van het werk vond plaats in Straatsburg op 6 oktober 1992 door Algirdas Vizgirda (fluit), Teet Järvi (cello) en Aina Kalnciema (klavecimbel), samen het 'Baltisch Trio'.
Van dit werk zijn drie opnamen beschikbaar:
- Uitgave Finlandia/Apex: Het Estse NYYD-Ensemble in een opname uit 1996
- Uitgave Finlandia uit 1997; het Baltische Trio
- Uitgave CCnC: het Absolute Ensemble o.l.v. Kristjan Järvi in een opname van rond 2000